# Larry Hillman
Lawrence Morley "Larry" Hillman, född 5 februari 1937, död 31 maj 2022, var en kanadensisk professionell ishockeyback, ishockeytränare och idrottsledare.
Han var bror till Floyd Hillman och Wayne Hillman samt onkel till Brian Savage.

## Spelare
Hillman som spelare tillbringade 19 säsonger i den nordamerikanska ishockeyligan National Hockey League (NHL), där han spelade för Detroit Red Wings, Boston Bruins, Toronto Maple Leafs, Minnesota North Stars, Montreal Canadiens, Philadelphia Flyers, Los Angeles Kings och Buffalo Sabres. Hillman producerade 232 poäng (36 mål och 196 assists) samt drog på sig 579 utvisningsminuter på 790 grundspelsmatcher.
Han spelade också för Cleveland Crusaders och Winnipeg Jets i World Hockey Association (WHA); Edmonton Flyers i Western Hockey League (WHL); Buffalo Bisons, Providence Reds, Rochester Americans och Springfield Indians i American Hockey League (AHL) samt Windsor Spitfires och Hamilton Tiger Cubs i OHA-Jr.
Hillman vann Stanley Cup för säsongerna 1954–1955, 1961–1962, 1962–1963, 1963–1964, 1966–1967 och  1968–1969.

### Statistik
| 1952–1953      | Windsor Spitfires     | OHA-Jr.        | 56  | 2  | 4   | 6   | 39  | —  | — | — | —  | —  |
| 1953–1954      | Hamilton Tiger Cubs   | OHA-Jr.        | 58  | 6  | 14  | 20  | 99  | 7  | 0 | 2 | 2  | 10 |
| 1954–1955      | Detroit Red Wings     | NHL            | 6   | 0  | 0   | 0   | 2   | 3  | 0 | 0 | 0  | 0  |
|                | Hamilton Tiger Cubs   | OHA-Jr.        | 49  | 5  | 20  | 25  | 106 | 3  | 0 | 1 | 1  | 9  |
| 1955–1956      | Detroit Red Wings     | NHL            | 47  | 0  | 3   | 3   | 53  | 10 | 0 | 1 | 1  | 6  |
|                | Buffalo Bisons        | AHL            | 15  | 1  | 3   | 4   | 21  | —  | — | — | —  | —  |
| 1956–1957      | Detroit Red Wings     | NHL            | 16  | 1  | 2   | 3   | 4   | —  | — | — | —  | —  |
|                | Edmonton Flyers       | WHL            | 46  | 4  | 2   | 6   | 87  | 8  | 0 | 4 | 4  | 2  |
| 1957–1958      | Boston Bruins         | NHL            | 70  | 3  | 19  | 22  | 60  | 11 | 0 | 2 | 2  | 6  |
| 1958–1959      | Boston Bruins         | NHL            | 55  | 3  | 10  | 13  | 19  | 7  | 0 | 1 | 1  | 0  |
| 1959–1960      | Boston Bruins         | NHL            | 2   | 0  | 1   | 1   | 2   | —  | — | — | —  | —  |
|                | Providence Reds       | AHL            | 70  | 12 | 31  | 43  | 159 | 5  | 0 | 1 | 1  | 4  |
| 1960–1961      | Toronto Maple Leafs   | NHL            | 62  | 3  | 10  | 13  | 59  | 5  | 0 | 0 | 0  | 0  |
| 1961–1962      | Toronto Maple Leafs   | NHL            | 5   | 0  | 0   | 0   | 0   | —  | — | — | —  | —  |
|                | Rochester Americans   | AHL            | 26  | 1  | 14  | 15  | 16  | —  | — | — | —  | —  |
| 1962–1963      | Toronto Maple Leafs   | NHL            | 5   | 0  | 0   | 0   | 2   | —  | — | — | —  | —  |
|                | Springfield Indians   | AHL            | 65  | 5  | 23  | 28  | 56  | —  | — | — | —  | —  |
| 1963–1964      | Toronto Maple Leafs   | NHL            | 33  | 0  | 4   | 4   | 31  | 11 | 0 | 0 | 0  | 2  |
|                | Rochester Americans   | AHL            | 32  | 1  | 18  | 19  | 48  | —  | — | — | —  | —  |
| 1964–1965      | Toronto Maple Leafs   | NHL            | 2   | 0  | 0   | 0   | 0   | —  | — | — | —  | —  |
|                | Rochester Americans   | AHL            | 71  | 9  | 43  | 52  | 98  | 10 | 3 | 5 | 8  | 31 |
| 1965–1966      | Toronto Maple Leafs   | NHL            | 48  | 3  | 25  | 28  | 34  | 4  | 1 | 1 | 2  | 6  |
|                | Rochester Americans   | AHL            | 22  | 2  | 20  | 22  | 34  | —  | — | — | —  | —  |
| 1966–1967      | Toronto Maple Leafs   | NHL            | 55  | 4  | 19  | 23  | 40  | 12 | 1 | 2 | 3  | 6  |
|                | Rochester Americans   | AHL            | 12  | 1  | 12  | 13  | 16  | —  | — | — | —  | —  |
| 1967–1968      | Toronto Maple Leafs   | NHL            | 55  | 3  | 17  | 20  | 13  | 6  | 0 | 1 | 1  | 0  |
|                | Rochester Americans   | AHL            | 6   | 0  | 1   | 1   | 0   | —  | — | — | —  | —  |
| 1968–1969      | Minnesota North Stars | NHL            | 12  | 1  | 5   | 6   | 0   | —  | — | — | —  | —  |
|                | Montreal Canadiens    | NHL            | 25  | 0  | 5   | 5   | 17  | 1  | 0 | 0 | 0  | 0  |
| 1969–1970      | Philadelphia Flyers   | NHL            | 76  | 5  | 26  | 31  | 73  | —  | — | — | —  | —  |
| 1970–1971      | Philadelphia Flyers   | NHL            | 73  | 3  | 13  | 16  | 39  | 4  | 0 | 2 | 2  | 2  |
| 1971–1972      | Los Angeles Kings     | NHL            | 22  | 1  | 2   | 3   | 11  | —  | — | — | —  | —  |
|                | Buffalo Sabres        | NHL            | 43  | 1  | 11  | 12  | 58  | —  | — | — | —  | —  |
| 1972–1973      | Buffalo Sabres        | NHL            | 78  | 5  | 24  | 29  | 56  | 6  | 0 | 0 | 0  | 8  |
| 1973–1974      | Cleveland Crusaders   | WHA            | 44  | 5  | 21  | 26  | 37  | —  | — | — | —  | —  |
| 1974–1975      | Cleveland Crusaders   | WHA            | 77  | 0  | 16  | 16  | 83  | 5  | 1 | 3 | 4  | 8  |
| 1975–1976      | Winnipeg Jets         | WHA            | 71  | 1  | 12  | 13  | 62  | 12 | 0 | 2 | 2  | 32 |
| NHL totalt     | NHL totalt            | NHL totalt     | 790 | 36 | 196 | 232 | 579 | 73 | 2 | 9 | 11 | 36 |
| WHA totalt     | WHA totalt            | WHA totalt     | 192 | 6  | 49  | 55  | 182 | 17 | 1 | 5 | 6  | 40 |
| AHL totalt     | AHL totalt            | AHL totalt     | 319 | 32 | 165 | 197 | 448 | 15 | 3 | 6 | 9  | 35 |
| OHA-Jr. totalt | OHA-Jr. totalt        | OHA-Jr. totalt | 163 | 13 | 38  | 51  | 244 | 10 | 0 | 3 | 3  | 19 |

## Tränare
Hillman blev direkt utsedd till att vara general manager och tränare för Calgary Cowboys i WHA. Det varade dock bara en säsong innan han återvände till Winnipeg Jets och ledde dem fram tills i början av 1978 när Hillman blev sparkad som tränare.

### Statistik
Källa: 

#### WHA
| Calgary Cowboys | 1976–1977 | N/A | N/A | N/A | N/A | N/A | ?:a i West | N/A                    |  |  |
| Winnipeg Jets   | 1977–1978 | 80  | 50  | 2   | 28  | 102 | 1:a i WHA  | Vann Avco Cup-finalen. |  |  |
| Winnipeg Jets   | 1978–1979 | 61  | 28  | 6   | 27  | 62  | 3:a i WHA  | (Sparkad)              |  |  |
| Totalt          | Totalt    | 141 | 78  | 8   | 55  | 164 |            |                        |  |  |